# Герб Самотоївки
Герб Самотоївки — офіційний символ села Самотоївки Краснопільського району Сумської області, затверджений рішенням сесії міської Ради від 8 червня 2014 року. Авторами сучасного герба є Валерій Напиткін (м.Хмельницький) у співпраці з сільським головою.

## Опис
У синьому полі золотий розширений хрест, на якому червона козацька шабля у стовп перебиває чорний ятаган, покладений у балку. Щит вписано в золотий декоративний картуш, облямований дубовим листям і кетягами калини, та увінчано золотою сільською короною

## Символіка
Згідно геральдичних правил, герб села повинен у своїй основі мати стандартний золотий картуш, увінчаний короною зі снопів пшениці. На картуш накладається срібний щит з зображенням елементів, які символічно характеризують відповідний населений пункт. У нашому випадку головним символом є розширений хрест, відомий історично, як «козацький», або «мальтійський».
Самотоївка була заснована та розбудована козаками-переселенцями з центральної частини України; самотоївські козаки служили у складі Краснопільської козацької сотні; такий же хрест ми можемо бачити на хоругві Краснопільсько-Сироватської козацької сотні середини XVII ст., нинішнього прапора та герба Краснопільщини, на поверхні закладного каменю першого самотоївського храму. Окрім того, хрест символізує християнську віру. Жовтий хрест на синьому полі повторює кольори загальноукраїнської символіки. На хрест накладено зображення холодної зброї – козацької шаблі червоного кольору та зламаного чорного татарського ятагана. Самотоївка знаходилась на південному рубежі Слобожанщини і саме в наших краях, зазвичай, відбувався перехват татарських загонів козаками. У роки Другої Світової війни через Самотоївку проходила лінія оборони «Курська дуга», яка саме в нашій місцевості була зламана у серпні 1943 р., з чого розпочалося визволення України від окупантів. 
Червоний колір символізує кров, пролиту нашими земляками у боротьбі з «чорним» ворогом. Вся історія села – це історія постійної боротьби добра і зла. Класично – добро перемагає зло – що також символічно відображає центральний елемент герба. Картуш з лівого боку облямований дубовим листям. Дуб – символ могутності, сили, витривалості, твердості, довголіття. На ліси багата самотоївська земля. Дуб символізує чоловічу частину населення Самотоївки. З правого боку аналогічним чином картуш облямований калиновим листям. Калина – символ ніжності, жіночості, ладу у сім’ї – пом’якшує «чоловічий» вінок та символізує жіночу частину населення села. Дуб і калина - найчастіше згадувані дерево та кущ в українському фолкльорі. Внизу герба – назва села «Самотоївка» - виконана старожитнім українським шрифтом, яким друкувались перші українські книги, газети, листівки.